# Zoltán Lázár
Zoltán Lázár est un meneur hongrois. Il a notamment été champion du monde par équipe en attelage en paire lors des championnats du monde de 2013 et de 2015, ainsi que vice-champion du monde en individuel en 2015.